# Lomsjön (Vilhelmina socken, Lappland)
Lomsjön är en sjö i Vilhelmina kommun i Lappland och ingår i Ångermanälvens huvudavrinningsområde. Sjön har en area på 0,458 kvadratkilometer och ligger 358,1 meter över havet. Sjön avvattnas av vattendraget Nästansjöån.

## Delavrinningsområde
Lomsjön ingår i det delavrinningsområde (717850-153529) som SMHI kallar för Utloppet av Lomsjön. Medelhöjden är 383 meter över havet och ytan är 7,3 kvadratkilometer. Räknas de 31 avrinningsområdena uppströms in blir den ackumulerade arean 457,83 kvadratkilometer. Nästansjöån som avvattnar avrinningsområdet har biflödesordning 2, vilket innebär att vattnet flödar genom totalt 2 vattendrag innan det når havet efter 277 kilometer. Avrinningsområdet består mestadels av skog (61 procent) och sankmarker (18 procent). Avrinningsområdet har 0,53 kvadratkilometer vattenytor vilket ger det en sjöprocent på 7,3 procent.